# Jamesonia flabellata
Jamesonia flabellata là một loài dương xỉ trong họ Pteridaceae. Loài này được Grev. & Hook. Christenh. mô tả khoa học đầu tiên năm 2011.